# Mistrzostwa Europy Par na Żużlu 2010
Mistrzostwa Europy Par na Żużlu 2010 – zawody żużlowe, mające na celu wyłonienie medalistów mistrzostw Europy par w sezonie 2010. W finale zwyciężyli Czesi Aleš Dryml, Lukáš Dryml i Matěj Kůs.

## Finał
- Stralsund, 18 września 2010

| Msc | Drużyna / Zawodnik                            | Biegi                                   | Punkty    |
| --- | --------------------------------------------- | --------------------------------------- | --------- |
| 1   | Czechy                                        | Czechy                                  | 24        |
| 1   | Aleš Dryml Lukáš Dryml Matěj Kůs              | (1,3,3,3,2,1) (3,2,2,1,0,3) –           | 13 11 –   |
| 2   | Niemcy                                        | Niemcy                                  | 20 +3     |
| 2   | Martin Smolinski Tobias Kroner Roberto Haupt  | (0,1,–,–,–) (2,2,3,2,2,3) (1,0,3,1)     | 1 14 +3 5 |
| 3   | Chorwacja                                     | Chorwacja                               | 20 +2     |
| 3   | Jurica Pavlic Dino Kovačić –                  | (0,2,3,3,3,2) (2,1,2,1,1,0) –           | 13 +2 7 – |
| 4   | Rosja                                         | Rosja                                   | 19        |
| 4   | Siemion Własow Renat Gafurow Denis Gizatullin | (1,–,–,–,0,–) (–,1,2,3,3,w) (3,0,3,1,2) | 1 9 9     |
| 5   | Łotwa                                         | Łotwa                                   | 18        |
| 5   | Jevgēņijs Karavackis Leonid Paura –           | (3,2,2,1,1,1) (2,1,d,0,2,3) –           | 10 8 –    |
| 6   | Ukraina                                       | Ukraina                                 | 15        |
| 6   | Andrij Karpow Aleksandr Borodaj –             | (3,3,1,2,1,3) (0,0,0,0,0,2) –           | 13 2 –    |
| 7   | Polska                                        | Polska                                  | 10        |
| 7   | Patryk Dudek Artur Mroczka Alan Marcinkowski  | (0,3,0,2,2,1) (1,–,1,0,–,0) (0,0)       | 8 2 0     |

Bieg po biegu:
1. Karavackis, Paura, Mroczka, Dudek
2. L.Dryml, Kroner, A.Dryml, Smolinski
3. Gizatullin, Kovačić, Własow, Pavlic
4. Karpow, Karavackis, Paura, Borodaj
5. Dudek, Kroner, Smolinski, Marcinkowski
6. A.Dryml, L.Dryml, Gafurow, Gizatullin
7. Karpow, Pavlic, Kovačić, Borodaj
8. Kroner, Karavackis, Haupt, Paura (d)
9. A.Dryml, L.Dryml, Mroczka, Dudek
10. Gizatullin, Gafurow, Karpow, Borodaj
11. Pavlic, Kovačić, Karavackis, Paura
12. Gafurow, Dudek, Gizatullin, Mroczka
13. Pavlic, Kroner, Kovačić, Haupt
14. A.Dryml, Karpow, L.Dryml, Borodaj
15. Gafurow, Paura, Karavackis, Własow
16. Pavlic, Dudek, Kovačić, Marcinkowski
17. Haupt, Kroner, Karpow, Borodaj
18. Paura, A.Dryml, Karavackis, L.Dryml
19. Karpow, Borodaj, Dudek, Mroczka
20. Kroner, Gizatullin, Haupt, Gafurow (w)
21. L.Dryml, Pavlic, A.Dryml, Kovačić
22. Bieg o 2 miejsce: Kroner, Pavlic